# オウボウシインコ
オウボウシインコ（Amazona guildingii）は、オウム目インコ科ボウシインコ属に分類される鳥類。

## 分布
セントビンセント・グレナディーン（セントビンセント島）固有種

## 形態
全長40-40.5cm。頭部は白から頬や喉へ向かうにつれオレンジがかった黄色、後頸は羽毛の外縁（羽縁）が暗色の青灰色の羽毛で被われる。体上面は暗褐色や暗緑色の羽毛で被われる。尾羽基部の色彩はオレンジ色で先端に向かうにつれ濃青色になり、先端は黄色。翼にはオレンジがかった黄色の筋模様が1-2本入る。初列風切先端は暗青色、次列風切先端は緑色。
虹彩はオレンジ色。嘴の色彩は灰白色。後肢の色彩は灰色。

## 生態
標高125-1,000mにある大木がある多雨林に生息する。昼間は活動しないが、雨天時には活動する。ペアか20-30羽からなる群れを形成し生活する
食性は植物食で、果実、種子、花、芽などを食べる。
繁殖形態は卵生。4-5月（乾燥した年は1-7月）に高木の樹洞に、1回に2個（まれに3個）の卵を産む。飼育下での抱卵期間は24日育雛期間は67-69日

## 人間との関係
セントビンセント・グレナディーンの国鳥に指定されている。
林業や農業、燃料用の伐採による生息地の破壊、ペット用の乱獲などにより生息数は激減した。さらにスフリエール山の噴火やハリケーンによっても生息数が減少した。セントビンセント・グレナディーンでは法的に保護の対象とされ、生息地の一部は保護区に指定されている。また狩猟を行わないよう啓発活動が進められているが、密猟されることもある。生息数は増加傾向にある。1970年初期における生息数は1,000羽以下、1982年における生息数は369-473羽、1988年における生息数は440-550羽、1994年における生息数は800羽と推定されている。